# B' Katīgoria 1975-1976
La B' Katīgoria 1975-1976 fu la 21ª edizione della B' Katīgoria; vide la vittoria finale del Chalkanoras Idaliou.

## Stagione

### Novità
Dopo la precedente stagione di transizione si tornò al formato e alle squadre della stagione 1973-1974. Rispetto alle due stagioni precedenti mancavano l'ASIL Lysī (che era stato promosso) e Ethnikos Asteras Limassol (che era stato retrocesso); mancava, inoltre, il Neos Aionas Trikomou la cui sede era nella parte occupata dai turchi. Le uniche due "nuove" iscritte furono l'APOP Paphou (retrocesso) e l'Īraklīs Gerolakkou (vincitore della G' Katīgoria 1973-1974), i quali avevano per altro disputato la stagione precedente. Molte squadre trasferirono la loro sede a Nicosia e a Limassol.

### Formula
Le tredici squadre partecipanti erano collocate in un girone unico e si incontravano in turni di andata e ritorno, per un totale di ventiquattro incontri per club; erano assegnati due punti per la vittoria, uno per il pareggio e zero per la sconfitta. In caso di parità si teneva conto del quoziente reti. Il vincitore veniva promosso direttamente nella A' Katīgoria 1976-1977, mentre non erano previste retrocessioni in G' Katīgoria .

## Squadre partecipanti
| Club                | Città          | Stadio                    | Stagione precedente                                               |
| ------------------- | -------------- | ------------------------- | ----------------------------------------------------------------- |
| AEM Morphou         | Morfou         | Stadio Comunale di Morfou | 8º nel Girone 1 di B' Katīgoria                                   |
| APOP Paphou         | Pafo           | Stadio GSK                | 1º nel Girone 2 di B' Katīgoria, vince lo spareggio per il titolo |
| Chalkanoras Idaliou | Dali           | Chalkanoras Stadium       | 4º nel Girone 2 di B' Katīgoria                                   |
| ENAD Agios Dometios | Agios Dometios | ?                         | 7º nel Girone 1 di B' Katīgoria                                   |
| Ethnikos Achnas     | Achna          | Dasaki Stadium            | 6º nel Girone 1 di B' Katīgoria                                   |
| Ethnikos Assia      | Assia          | ?                         | 1º nel Girone 1 di B' Katīgoria, perde lo spareggio per il titolo |
| Īraklīs Gerolakkou  | Gerolakkos     | ?                         | 10º nel Girone 1 di B' Katīgoria                                  |
| Keravnos Strovolos  | Strovolos      | Keravnos Stadium          | 4º nel Girone 1 di B' Katīgoria                                   |
| Omonia Aradippou    | Aradippou      | Aradippou Stadium         | 5º nel Girone 2 di B' Katīgoria                                   |
| Orpheas Nicosia     | Nicosia        | Vecchio Stadio GSP        | 6º nel Girone 1 di B' Katīgoria                                   |
| Othellos Athīainou  | Athīenou       | Stadio Othellos Athienou  | 7º nel Girone 2 di B' Katīgoria                                   |
| PAEEK Kerynias      | Kyrenia        | GS Praxandros             | 2º nel Girone 1 di B' Katīgoria                                   |
| Parthenon Zodeia    | Kato Zodeia    | ?                         | 5º nel Girone 1 di B' Katīgoria                                   |

## Classifica finale
|  | Pos. | Squadra             | Pt | G  | GF | GS | DR  |
|  | ---- | ------------------- | -- | -- | -- | -- | --- |
|  | 1.   | Chalkanoras Idaliou | 44 | 24 | 62 | 11 | +51 |
|  | 2.   | APOP Paphou         | 41 | 24 | 87 | 15 | +72 |
|  | 3.   | Omonia Aradippou    | 37 | 24 | 51 | 12 | +39 |
|  | 4.   | Othellos Athīainou  | 31 | 24 | 50 | 24 | +26 |
|  | 5.   | Keravnos Strovolos  | 29 | 24 | 44 | 40 | +4  |
|  | 6.   | Ethnikos Assia      | 22 | 24 | 20 | 37 | −17 |
|  | 7.   | PAEEK Kerynias      | 21 | 24 | 32 | 32 | 0   |
|  | 8.   | Orpheas Nicosia     | 20 | 24 | 30 | 40 | −10 |
|  | 9.   | Ethnikos Achnas     | 18 | 24 | 23 | 41 | −18 |
|  | 10.  | Īraklīs Gerolakkou  | 15 | 24 | 20 | 52 | −32 |
|  | 11.  | ENAD Agios Dometios | 13 | 24 | 17 | 44 | −27 |
|  | 12.  | Parthenon Zodeia    | 11 | 24 | 15 | 52 | −37 |
|  | 13.  | AEM Morphou         | 10 | 24 | 19 | 77 | −58 |

### Verdetti
- Chalkanoras Idaliou promosso in A' Katīgoria.